# راوند ألطاي
راوند ألطاي (الاسم العلمي:Rheum altaicum) هو نوع من النباتات يتبع جنس الراوند من الفصيلة البطباطية.